# Vibe coding
Vibe coding (/vaɪb kəʊdɪŋ/ ve smyslu programování pocitem) je přístup k tvorbě softwaru založený na využití umělé inteligence (AI), kdy člověk velkému jazykovému modelu (LLM) popíše problém v několika větách jako prompt s výzvou k naprogramování něčeho. LLM pak vytvoří software, čímž se role programátora přesouvá od manuálního psaní programu k vedení jazykového modelu, testování a zdokonalování zdrojového kódu generovaného umělou inteligencí.
Zastánci vibe codingu tvrdí, že umožňuje i amatérským programátorům vytvářet funkční software bez rozsáhlého školení a dovedností ze softwarového inženýrství. Pojem zavedl Andrej Karpathy v únoru 2025 a již následující měsíc byl uveden ve slovníku Merriam-Webster jako „slangové a populární“ podstatné jméno. 

## Definice
Počítačový vědec Andrej Karpathy, spoluzakladatel OpenAI a bývalý vedoucí pracovník v oblasti umělé inteligence ve společnosti Tesla, představil termín vibe coding v únoru 2025.     Měl na myslí programování, které se opírá o LLM a umožňuje lidem tvořit funkční program na základě popisu jeho požadované funkčnosti v přirozeném jazyce namísto přímého psaní programu.  Karpathy popsal svůj přístup jako konverzační, s využitím hlasových příkazů, kdy umělá inteligence generuje vlastní program.  „Není to vlastně programování – jen si něco prohlížím, něco říkám, spouštím to a kopíruji a vkládám a většinou to funguje.“ Karpathy uznal, že vibe coding má svá omezení, a poznamenal, že nástroje umělé inteligence nejsou vždy schopny opravit nebo pochopit chyby, což od člověka vyžaduje experimentování s různými změnami, dokud se problémy nevyřeší.  Došel k závěru, že tato technika „není až tak špatná pro jednorázové víkendové projekty“ a popsal ji jako „docela zábavnou“. 
Koncept vibe coding rozvíjí Karpathyho tvrzení z roku 2023, že „nejaktuálnějším novým programovacím jazykem je angličtina“, což znamená, že možnosti LLM jsou takové, že se lidé již nebudou muset učit specifické programovací jazyky k ovládání počítačů. 
Klíčovou součástí definice vibe coding je, že uživatel přijímá kód bez plného porozumění.  Výzkumník umělé inteligence Simon Willison řekl: „Pokud vám každý řádek kódu napsal LLM, ale vy jste si ho celý zkontrolovali, otestovali a porozuměli mu, pak to podle mě není vibe coding – je to použití LLM jako asistenta při psaní programu.“ 

## Využití
V únoru 2025 experimentoval novinář New York Times Kevin Roose, který není profesionálním programátorem, s metodou vibe coding a vytvořil několik malých aplikací.  Popsal je jako „software pro jednoho člověka“ ve smyslu personalizovaných nástrojů generovaných umělou inteligencí a určených k řešení specifických individuálních potřeb. Byla to například aplikace s názvem LunchBox Buddy, která analyzovala obsah jeho ledničky a navrhovala, z čeho si má udělat svačinu. Roose poznamenal, že ačkoliv vibe coding umožňuje neprogramátorům tvořit funkční software, výsledky jsou často limitované a náchylné k chybám. Například v jednom případě program napsaný umělou inteligencí tvořil falešné recenze pro e- shop. Roose proto soudí, že vibe coding je vhodnější pro koníčkové projekty než pro vážnou práci. Zdůraznil však, že programování s pomocí umělé inteligence umožňuje jednotlivcům vyvíjet software, který dříve vyžadoval tým inženýrů. V reakci na Roosea expert na umělou inteligenci Gary Marcus uvedl, že algoritmus, který vygeneroval Rooseovu aplikaci LunchBox Buddy, byl pravděpodobně natrénován na existujících programech pro podobné úkoly. Rooseovo nadšení tak podle něho pramenilo z reprodukce, nikoli z originality. 
V únoru 2025 popsal Business Insider vibe coding jako nové módní slovo v Silicon Valley . 
V březnu 2025 společnost Y Combinator oznámila, že 25 % nových startupů na jaře 2025 používalo programy z 95 % generované umělou inteligencí, což odráží posun směrem k vývoji s pomocí umělé inteligence u novějších startupů. 
Tři inženýři, které oslovil odborný časopis IEEE Spectrum, se shodli, že vibe coding je způsob, jak se programátoři mohou naučit jazyky a technologie, se kterými dosud nejsou obeznámeni. 
Existují vývojová prostředí specificky určená pro vibecoding, jako například Cursor a Windsurf.

## Omezení
Vibe coding vyvolalo obavy ohledně porozumění programům a odpovědnosti. Vývojáři mohou používat program napsaný umělou inteligencí, aniž by plně pochopili jeho funkčnost, což může vést k chybám, nedostatkům nebo bezpečnostním zranitelnostem. I když tento přístup může být vhodný pro prototypování nebo „projekty na jedno použití na víkend“, jak si Karpathy původně představoval, někteří odborníci jej považují za rizikový v profesionálním prostředí, kde je hluboké pochopení programu nezbytné pro jeho ladění, údržbu a zabezpečení. Ars Technica cituje Simona Willisona, který prohlásil: „Přidávání vibe codingových programů do produkční programové základny je jednoznačně riskantní. Většina práce, kterou jako softwaroví inženýři děláme, zahrnuje vývoj stávajících systémů, kde je klíčová kvalita a srozumitelnost podkladových programů.“ 

## Odvozené výrazy
Popularita pojmu vibe coding inspirovala podobnou terminologii v jiných oborech pro popis pracovních postupů s podporou umělé inteligence, které se výrazně spoléhají na kreativitu strojů. I když se přijetí těchto termínů lišilo, některé se celkem ujaly.
Zejména vibe marketing označuje využití umělé inteligence k rychlé tvorbě marketingových materiálů, jako jsou texty, vizuály a strategie kampaní, zatímco vibe design popisuje pracovní postupy s podporou umělé inteligence, které generují grafiku a její rozvržení.